# Linia kolejowa nr 430

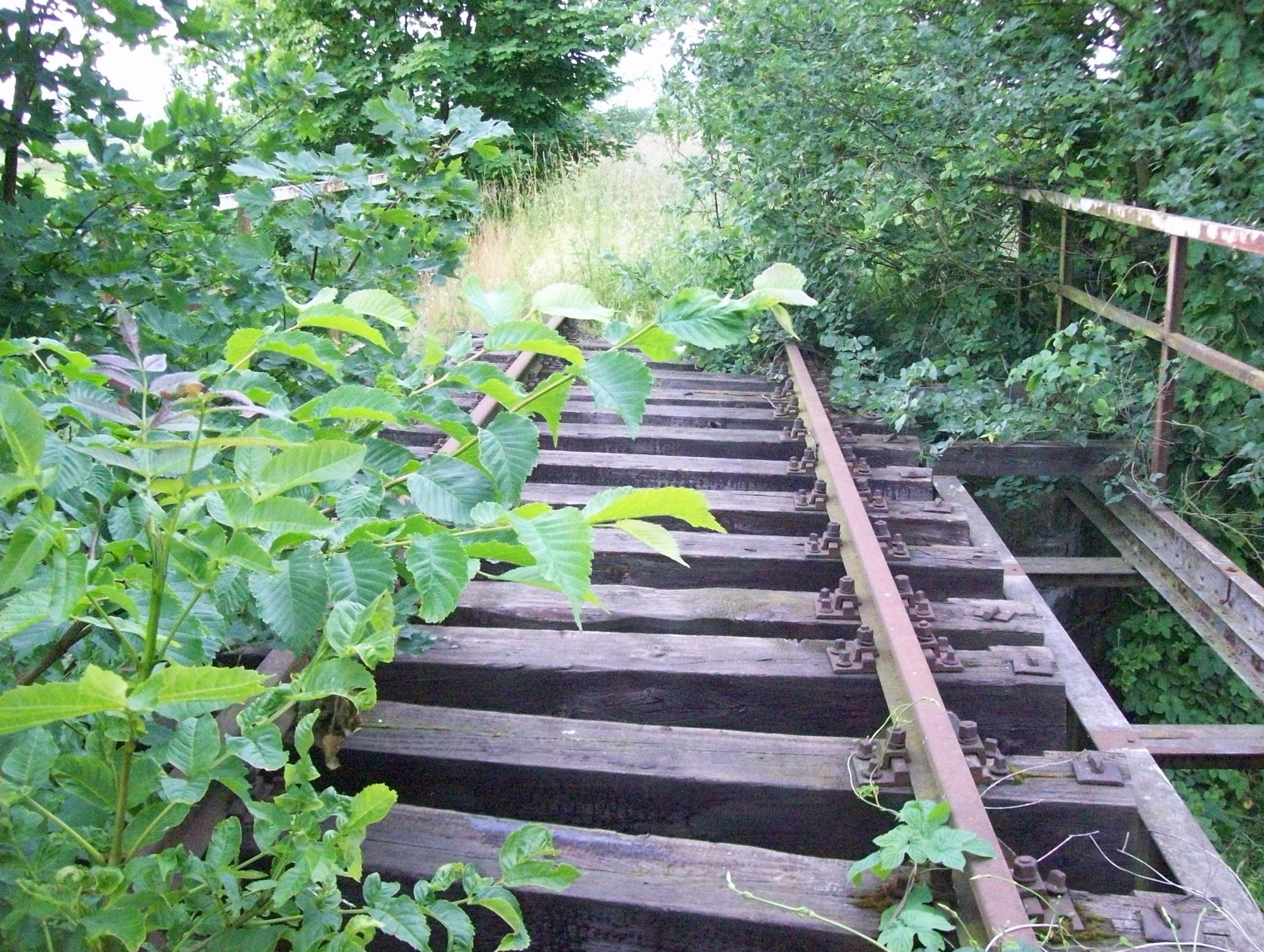
Nieczynny odcinek linii w okolicach Płotna

Linia kolejowa nr 430 – jednotorowa, niezelektryfikowana linia kolejowa znaczenia miejscowego łącząca Barnówko ze stacją Kostrzyn.
Pierwotnie linia zaczynała się na stacji Choszczno, natomiast historycznie rozpoczynała się na stacji Grzmiąca. Większość pierwotnej linii nie jest użytkowana w ruchu pasażerskim od 1991, a w ruchu towarowym od 1996.

## Historia linii
Odcinek Choszczno – Barlinek – Myślibórz został rozebrany całkowicie. Teren zostanie wykorzystany na utworzenie ścieżki rowerowej z Choszczna do Barlinka i dalej do Myśliborza, która w większości jest już ukończona. W Barlinku na części dawnej trasy powstała droga średnicowa w ciągu drogi wojewódzkiej nr 151.

## Czynne odcinki
- ruch pasażerski:
  - brak
- linie towarowe:
  - Barnówko – Kostrzyn